# 6è districte de Lió
El 6è districte (arrondissement) de Lió és un dels nou districtes de la Ciutat de Lió i un dels més elegants. Aquesta zona és servida per les línies del metro A i B i pel tramvia T3.

## Geografia

### Barris
- Les Brotteaux

### Carrers i places
- Boulevard des Belges
- Rue de Créqui
- Rue Duguesclin
- Rue Garibaldi
- Rue Tronchet
- Rue de Vendôme

## Monuments
- Église Sant-Pothin
- Gare des Brotteaux

## Activitats culturals
- Museu d'Art contemporani de Lió